# Онаримон (станция)
Станция Онаримон (яп. 御成門駅 онаримон эки) — железнодорожная станция на линии Мита расположенная в специальном районе Минато, Токио. Станция обозначена номером I-06. На станции установлены автоматические платформенные ворота.

## Планировка станции
Одна платформа островного типа и 2 пути.
| 1 | ○ Линия Мита | Мэгуро, Хиёси                       |
| 2 | ○ Линия Мита | Отэмати, Сугамо, Ниси-Такасимадайра |

## Близлежащие станции
| «         |  | Линия      |  | »           |
| --------- |  | ---------- |  | ----------- |
| Сиба-Коэн |  | Линия Мита |  | Утисайваитё |